# فورت، میچل، کنتاکی
فورت، میچل (به انگلیسی: Fort Mitchell) شهری در ایالت کنتاکی کشور ایالات متحده آمریکا است که جمعیت آن در سرشماری سال ۲۰۱۰ میلادی، ۸٬۲۰۷ نفر بوده‌است.